# アジサシ

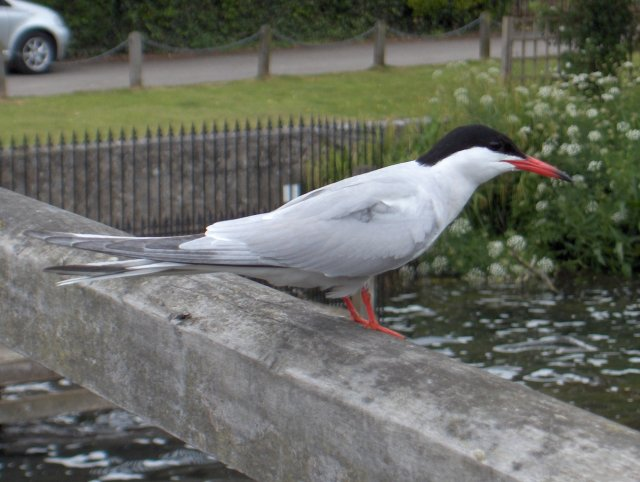
アジサシ Sterna hirundo

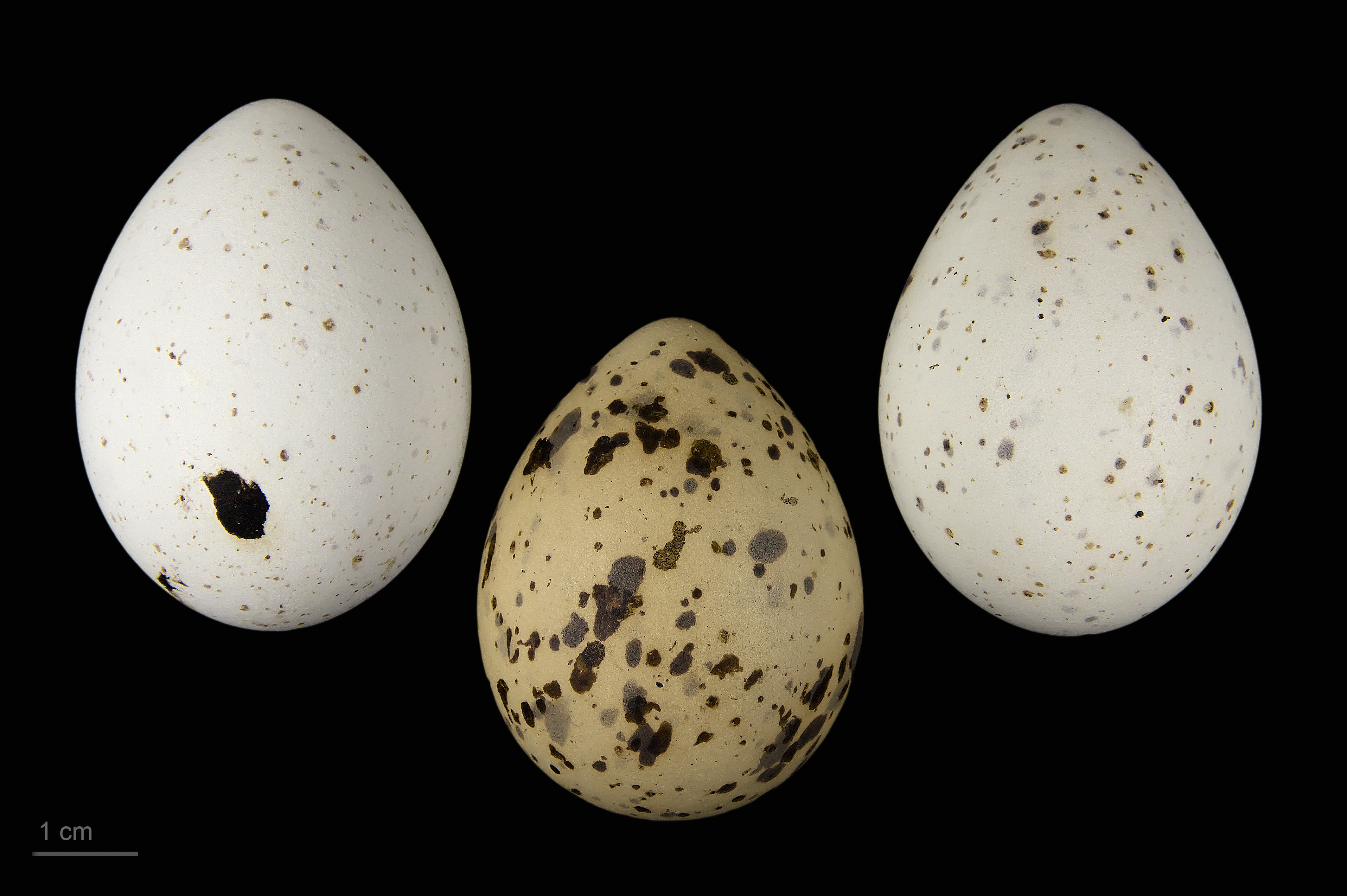
Sterna hirundo hirundo

アジサシ（鯵刺、学名：Sterna hirundo）とは、チドリ目カモメ科に分類される鳥類の一種である。

## 分布
ユーラシア大陸中部以北と北アメリカ大陸中部から東部の広い地域で繁殖し、冬はアフリカやオーストラリア、南アメリカなどの熱帯から南半球にかけての沿岸部で越冬する。
日本は渡りのルートにあたり、ふつう春と秋に旅鳥として北海道から沖縄まで全国各地で観察される。まれに、越夏する個体もある。また、近年富山県、群馬県、東京都で少数が繁殖していることが確認された。

## 形態
体長は35 cmほどで、ハトと同じくらいの大きさ。翼と尾羽がツバメのように細くとがっていてスマートにみえる。くちばしはまっすぐで黒い。雌雄同色であり、頭、足、翼の先も黒く、のどと胸が白、他の体の部分はうすい灰色。

## 生態
日本では海岸に大きな群れがやってきて羽を休める。海に近い池や河川などの淡水域でも見られる。狙いをつけて水中に飛び込んで魚をとらえるが、狙いをつけるときには短時間ながらホバリング（停空飛行）をすることもある。集団繁殖地（コロニー）で繁殖し、海岸や河川、湖畔の砂浜などに浅い窪みをつくり草などを巣材に用いて巣をつくる。2-3 卵を産む。